# Józef Wcisłowicz
Józef Wcisłowicz (ur. 19 marca 1889 w Kurzelowie, zm. 18 sierpnia 1978) – rotmistrz Wojska Polskiego, kawaler Orderu Virtuti Militari.

## Życiorys
Urodził się 19 marca 1889 w Kurzelowie, w ówczesnym powiecie włoszczowskim guberni kieleckiej, w rodzinie Maksymiliana i Ewy z Konopińskich. W 1905, po ukończeniu czterech klas, przerwał naukę w gimnazjum w Kielcach. Wrócił do domu i pomagał ojcu w prowadzenia gospodarstwa rolnego. W listopadzie został powołany do armii rosyjskiej. 4 stycznia 1911 został wcielony do 94 Jenisejskiego Pułku Piechoty, w którym ukończył szkołę podoficerską. W 1913 został zwolniony do rezerwy. W następnym roku został zmobilizowany i wysłany na front w Prusach Wschodnich. Służbę w armii rosyjskiej pełnił do 29 grudnia 1917, awansując w niej na stopień feldfebla. Od 30 grudnia 1917 do 25 czerwca 1918 służył w 3 Pułku Ułanów I Korpusu Polskiego w Rosji. Po rozwiązaniu korpusu rozpoczął podróż do Murmańska, gdzie zamierzał wstąpić do organizujących się oddziałów Wojska Polskiego. W Niżnym Nowogrodzie został aresztowany przez bolszewików i uwięziony w Moskwie.
15 lutego 1919, po uwolnieniu, wrócił do kraju. 21 marca tego roku wstąpił do odtworzonego 3 Pułku Ułanów. Od 7 kwietnia w szeregach pułku walczył na wojnie z bolszewikami. Odznaczył się 8 marca 1920 w bitwie pod Hłybowem oraz 17 marca w bitwie pod Jakimowską Słobodą, w czasie której został ciężko ranny („... pomimo wielkiego krwotoku odmówił przyjęcia pomocy od swych podwładnych, by nie uszczuplać sił na linii, lecz sam dowlókł się do punktu opatrunkowego, gdzie padł zemdlony”). W grudniu 1920 został mianowany podporucznikiem. 
Po zakończeniu działań wojennych kontynuował służbę w 3 puł. w Tarnowskich Górach, jako oficer zawodowy. W 1928 został wyznaczony na stanowisko dowódcy szwadronu karabinów maszynowych. 2 kwietnia 1929 został mianowany rotmistrzem ze starszeństwem z 1 stycznia 1929 i 7. lokatą w korpusie oficerów kawalerii. Z dniem 31 sierpnia 1935 został przeniesiony w stan spoczynku. 2 października 1939 w Janowie Lubelskim dostał się do niemieckiej niewoli. Przebywał w Oflagu II B Arnswalde i II D Gross-Born .
Zmarł 18 sierpnia 1978. Został pochowany na cmentarzu w Kurzelowie.
Był żonaty z Jadwigą, z którą miał córkę Lidię Ksawerę Józefę po mężu Mroczek (ur. 22 kwietnia 1929).

## Ordery i odznaczenia
- Krzyż Srebrny Orderu Wojskowego Virtuti Militari nr 5029[14][15]
- Krzyż Kawalerski Orderu Odrodzenia Polski (11 listopada 1936)[16]
- Krzyż Walecznych (trzykrotnie[17][18]: po raz pierwszy za czyn męstwa w byłym 3 puł. I Korpusu Polskiego[19])
- Medal Niepodległości (13 września 1933)[20][21]
- Srebrny Krzyż Zasługi (10 listopada 1928)[22][23]
- Medal Pamiątkowy za Wojnę 1918–1921[24]
- Medal Dziesięciolecia Odzyskanej Niepodległości[24]
- Medal Zwycięstwa („Médaille Interalliée”)[24]
- Krzyż Świętego Jerzego II stopnia (Imperium Rosyjskie)[25]
- Krzyż Świętego Jerzego III stopnia (Imperium Rosyjskie)[25]
- Krzyż Świętego Jerzego IV stopnia (Imperium Rosyjskie)[25]
- Medal Świętego Jerzego III stopnia (Imperium Rosyjskie)[25]
- Medal Świętego Jerzego IV stopnia (Imperium Rosyjskie)[25]